# Cymbacha saucia
Espèce
Cymbacha saucia est une espèce d'araignées aranéomorphes de la famille des Thomisidae.

## Distribution
Cette espèce se rencontre en Australie au Queensland et en Nouvelle-Guinée.

## Description

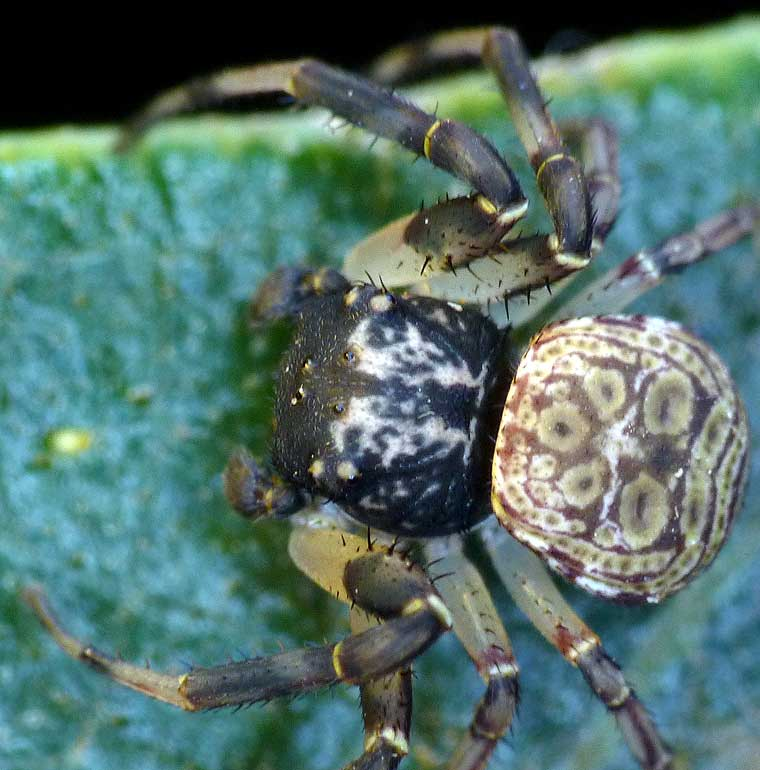
Cymbacha saucia

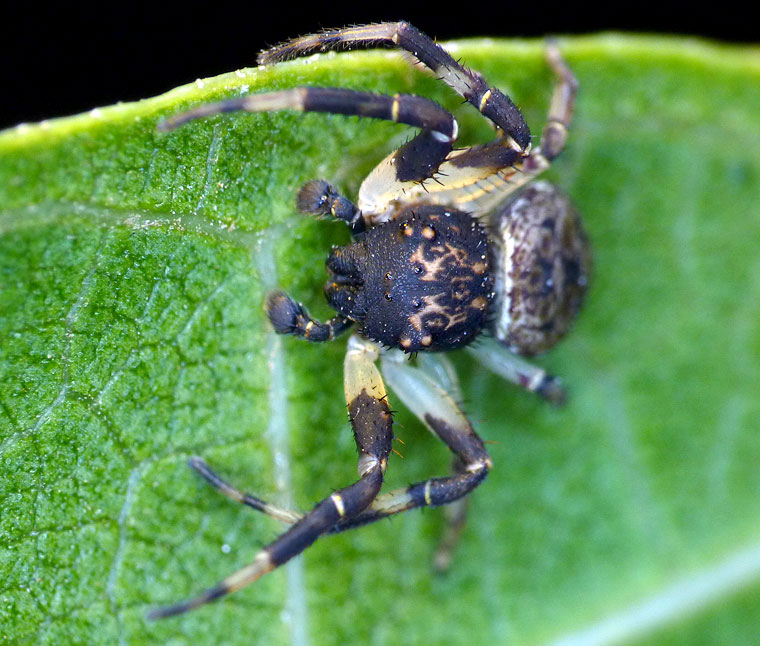
Cymbacha saucia

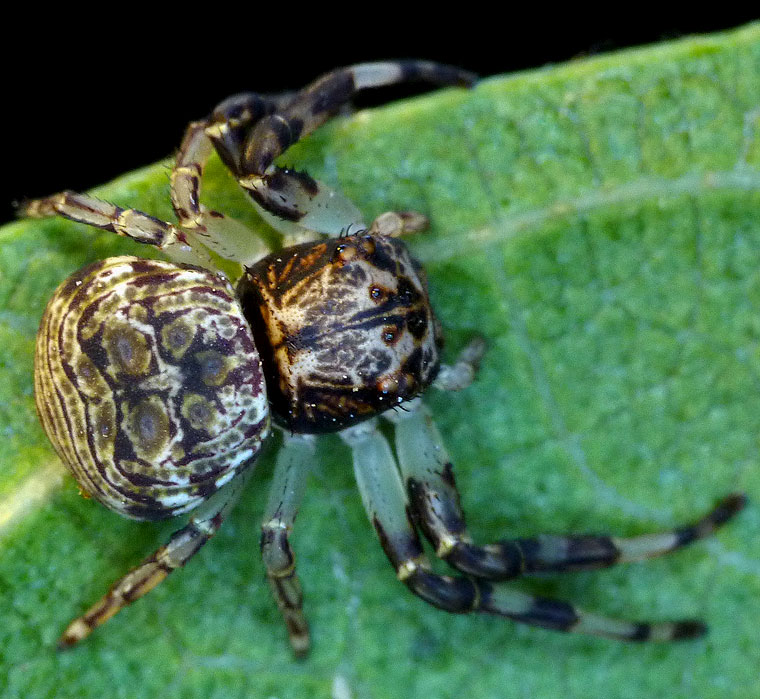
Cymbacha saucia

Le mâle mesure 4 mm et la femelle 7 mm.

## Publication originale
- L. Koch, 1874 : Die Arachniden Australiens. Nürnberg, vol. 1, p. 473-576 (texte intégral).